# Hipotenusa
La hipotenusa es el lado opuesto al ángulo recto en un triángulo rectángulo, y resulta ser su lado de mayor longitud.
Según el teorema de Pitágoras, el cuadrado de la longitud de la hipotenusa es igual a la suma de los cuadrados de las respectivas longitudes de los otros dos lados del triángulo rectángulo, denominados catetos.

## Etimología
Del lat. tardío hypotenūsa, y este del gr. ὑποτείνουσα hypoteínousa, t. f. del part. act. de ὑποτείνειν hypoteínein 'tender con firmeza'.

## Relaciones métricas
- Establece que el cuadrado de la longitud de la hipotenusa es igual a la suma de los cuadrados de las longitudes de los catetos. Es decir, si a representa la longitud de la hipotenusa, b y c la de los catetos, es:

{\displaystyle a^{2}=b^{2}+c^{2}}
Por lo cual:
{\displaystyle a={\sqrt {b^{2}+c^{2}}}}
Proyecciones ortogonales:

En la figura, la hipotenusa es el lado a y los catetos son los lados b y c. La proyección ortogonal de b es m, y la de c es n.

- La longitud de la hipotenusa es igual a la suma de las longitudes de las proyecciones ortogonales de ambos catetos.

{\displaystyle a=m+n}
- El cuadrado de la longitud de un cateto es igual al producto de la longitud de su proyección ortogonal sobre la hipotenusa por la longitud de ésta.

{\displaystyle b^{2}=m\cdot a}
{\displaystyle c^{2}=n\cdot a}
- El cuadrado de la longitud de la altura es igual al producto de las  longitudes de las proyecciones ortogonales  de los catetos sobre la hipotenusa.

{\displaystyle h^{2}=m\cdot n}

## Proposiciones
- En un triángulo inscrito la hipotenusa coincide con un diámetro tanto como segmento cuanto en longitud.

- El radio de una circunferencia circunscrita es igual a la mitad de la longitud del diámetro.

- En un triángulo rectángulo inscrito un radio coincide con la mediana que une la hipotenusa con el ángulo recto.

- De los triángulos rectángulos que tienen la misma hipotenusa y constante la suma de sus catetos, el que tiene mayor área es el triángulo rectángulo isósceles.

- Una de las diagonales de un rectángulo determina dos triángulos rectángulos iguales ( congruentes), siendo la diagonal, la hipotenusa común.

## Razones trigonométricas
Mediante razones trigonométricas se puede obtener el valor de los dos ángulos agudos, {\displaystyle \alpha \,}y {\displaystyle \beta \,}, del triángulo rectángulo. 
Conocida la longitud de la hipotenusa {\displaystyle c\,}y la de un cateto {\displaystyle b\,}, la razón entre ambos es: 
{\displaystyle {\frac {b}{c}}=\operatorname {sen}(\beta )\,}
Por tanto, la función trigonométrica inversa es:
{\displaystyle \beta \ =\arcsin \left({\frac {b}{c}}\right)\,}
Siendo {\displaystyle \beta \,}el valor del ángulo opuesto al cateto {\displaystyle b\,}. 
El ángulo contiguo al cateto {\displaystyle b\,}será  {\displaystyle \alpha \,} = 90° – {\displaystyle \beta \,}
También se puede obtener el valor del ángulo {\displaystyle \beta \,}mediante la ecuación:
{\displaystyle \beta \ =\arccos \left({\frac {a}{c}}\right)\,}
Siendo {\displaystyle a\,}el otro cateto.